# Kamionek (województwo wielkopolskie)
Kamionek – osada w Polsce położona w województwie wielkopolskim, w powiecie gnieźnieńskim, w gminie Kiszkowo.
W latach 1975–1998 miejscowość administracyjnie należała do województwa poznańskiego.

## Galeria

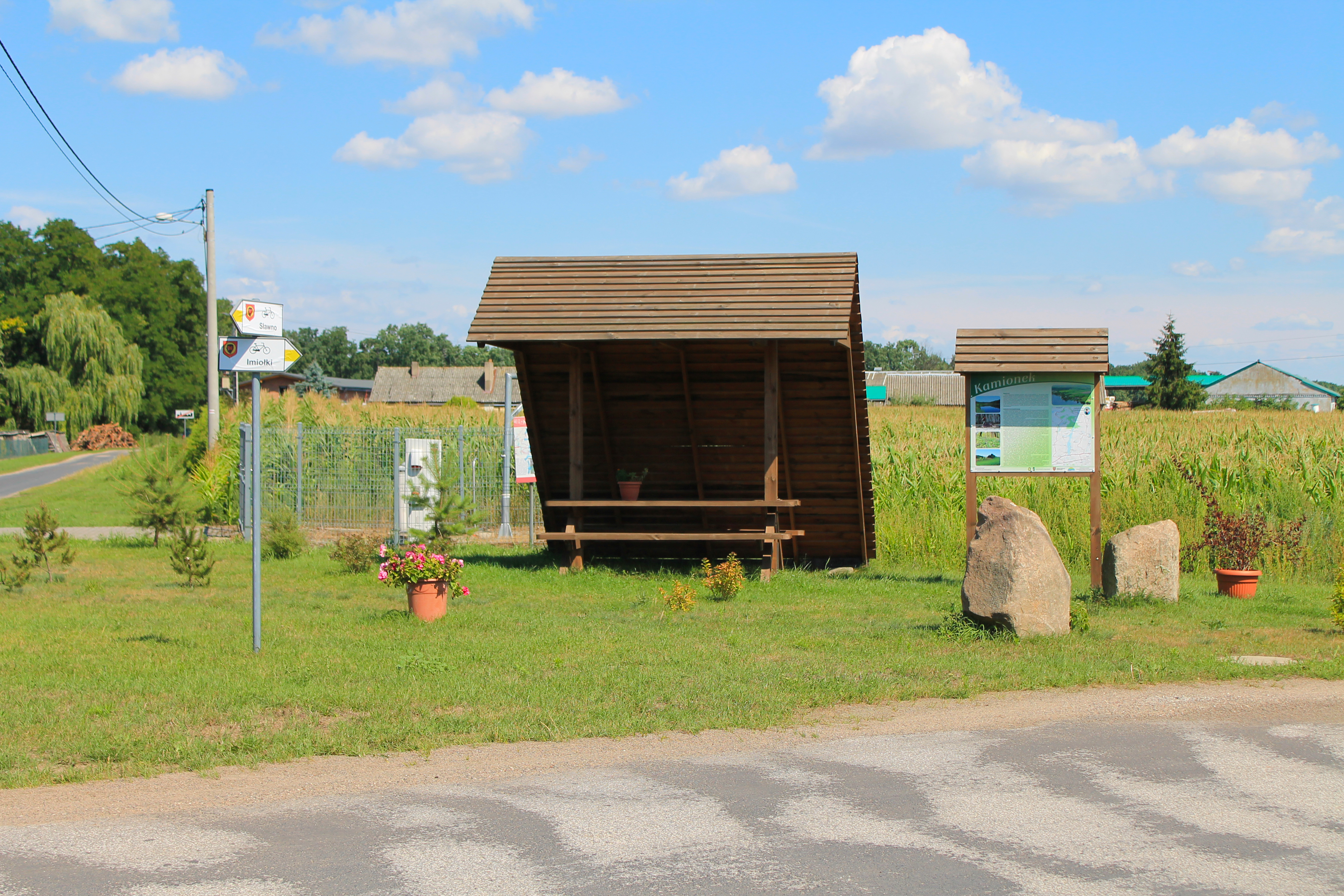
Przystanek autobusowy we wsi
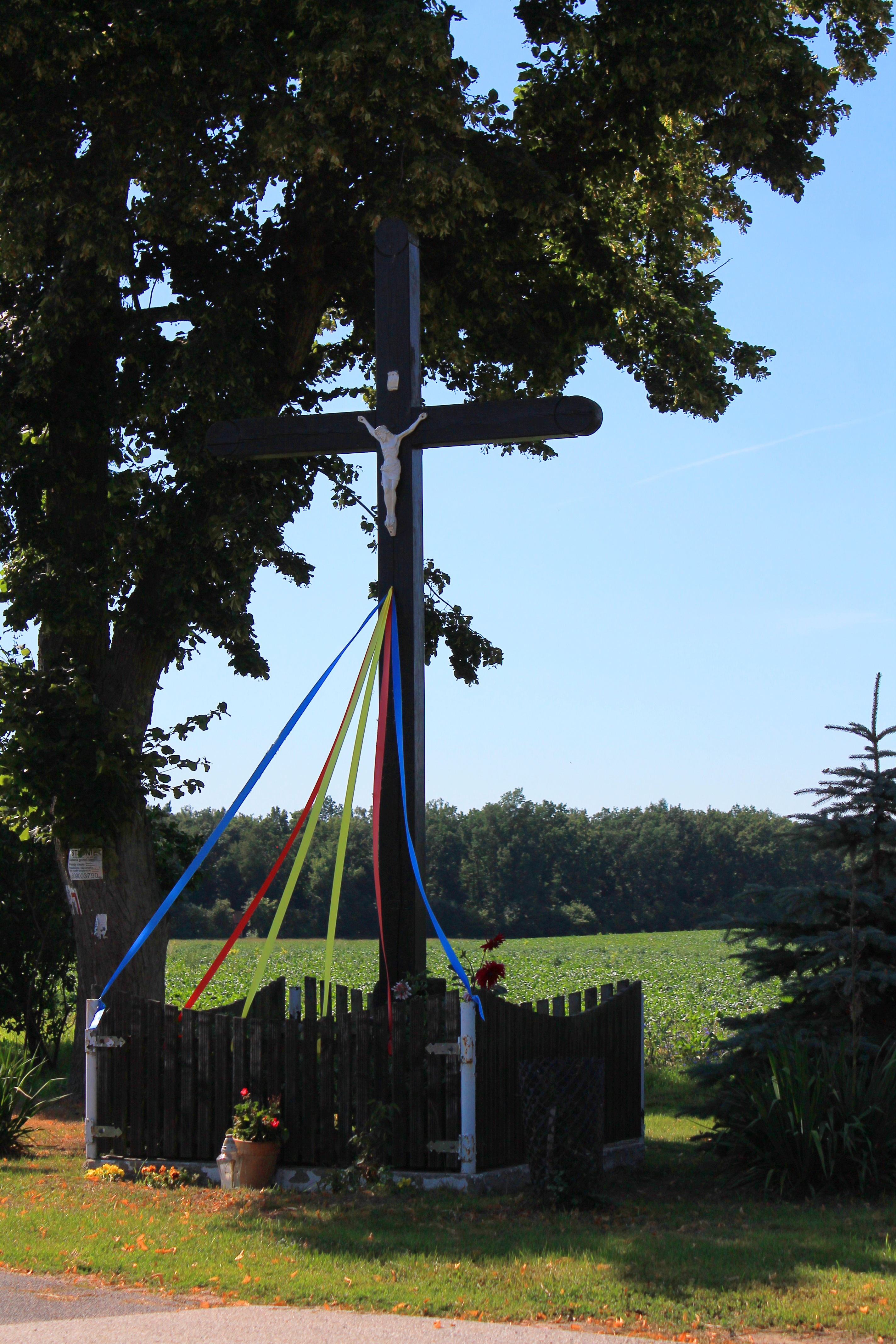
Krzyż przydrożny